# Хараста (нохія)
Хараста (араб. ناحية حرستا) — нохія у Сирії, що входить до складу району Дума провінції Дамаск. Адміністративний центр — м. Хараста.